# ペーター・ベーレンス

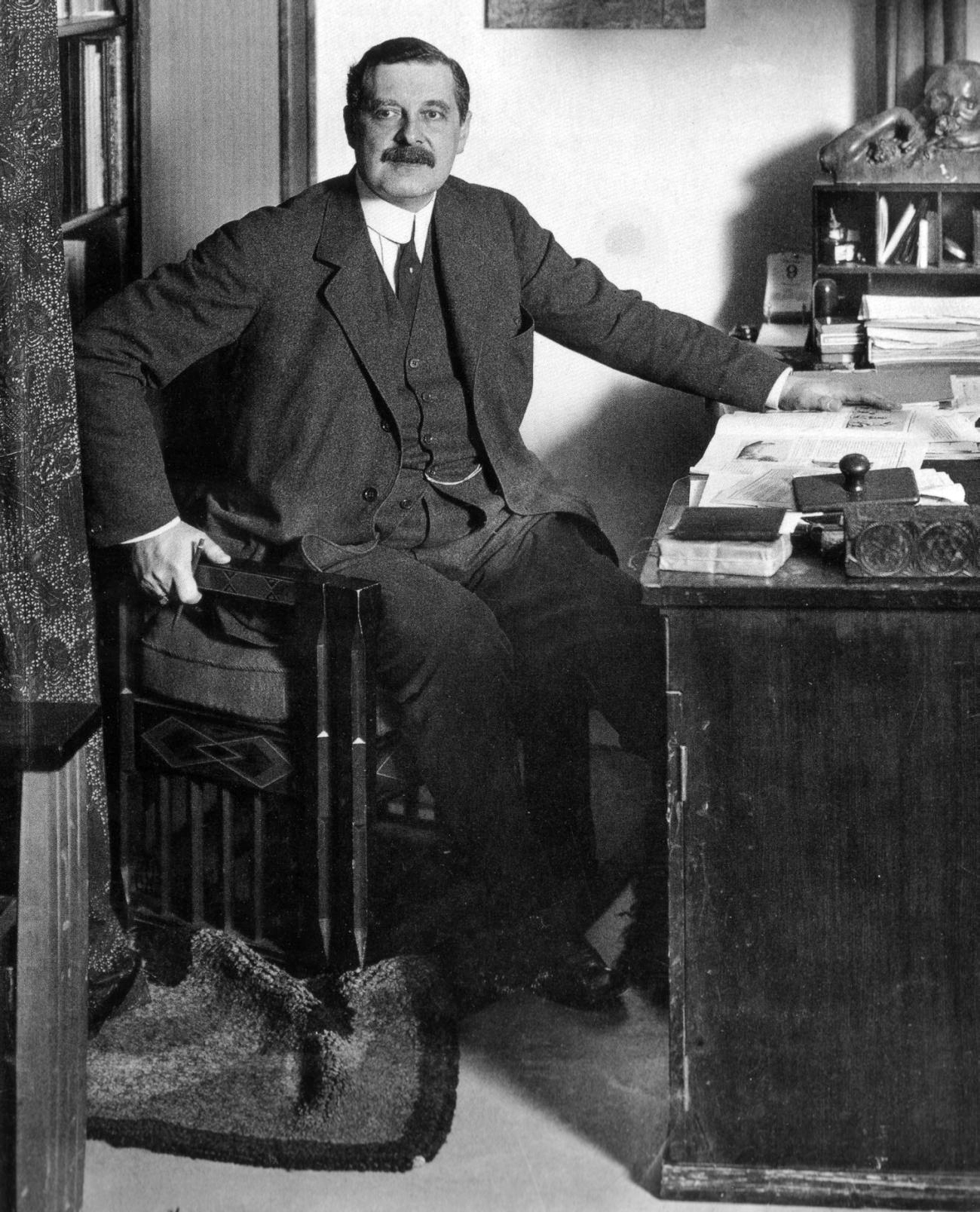
1913年

ペーター・ベーレンス（Peter Behrens、1868年4月14日 ハンブルク - 1940年2月27日 ベルリン）は、20世紀ドイツの建築家、デザイナー。モダニズム建築や工業建築の分野の発展に多大な影響を与えた。
初めはミュンヘンで画家・グラフィックデザイナーとして活動し、1892年、ミュンヘン分離派に参加。建築家に転じ、ヘルマン・ムテジウスのドイツ工作連盟に参加。
1907年、ベルリンに事務所を開設。電機メーカーAEGのデザイン顧問に就き、同社タービン工場の設計を手がけた。これはモダニズム建築初期の代表的作品になった。また、ガス給湯器や照明器具、家電、文房具、タイプライターといった工業製品のデザインも手がけるなど、インダストリアルデザイナーとしても活躍した。彼のデザインした会社ロゴは各種のAEG製品に使用され、これがコーポレートアイデンティティの先駆けとなった。
1922年にはウィーン美術院建築学校長に就任。
ヴァルター・グロピウスやルートヴィヒ・ミース・ファン・デル・ローエ、ル・コルビュジエも、一時期ベーレンスの建築事務所に在籍していた。

## 主な作品
- 自邸（1901年）：ベーレンスが画家から転向した直後の作品でダルムシュタットの芸術村に造られた。アール・ヌーヴォーの影響が色濃い。
- ハーゲンの火葬場（1907年）
- シュレーダー邸（1909年）
- AEGタービン工場（1910年）：鉄骨造という新しい技術を用いながら、機能優先の工場建築を古典主義的な骨格を持った芸術的なデザインで構成した作品。
- ヴィーガント邸（1910年）：考古学者テオドール・ヴィーガントから注文を受けて完成させた作品。
- クノ邸（1911年）
- ヘキスト染色工場（1925年）
- GHH社中央倉庫（1925年）：オーバーハウゼンのGHH製鉄所が1920年に行ったコンペで選ばれて建設された作品。現在、建物はライン工業博物館の資料館として使用されている。

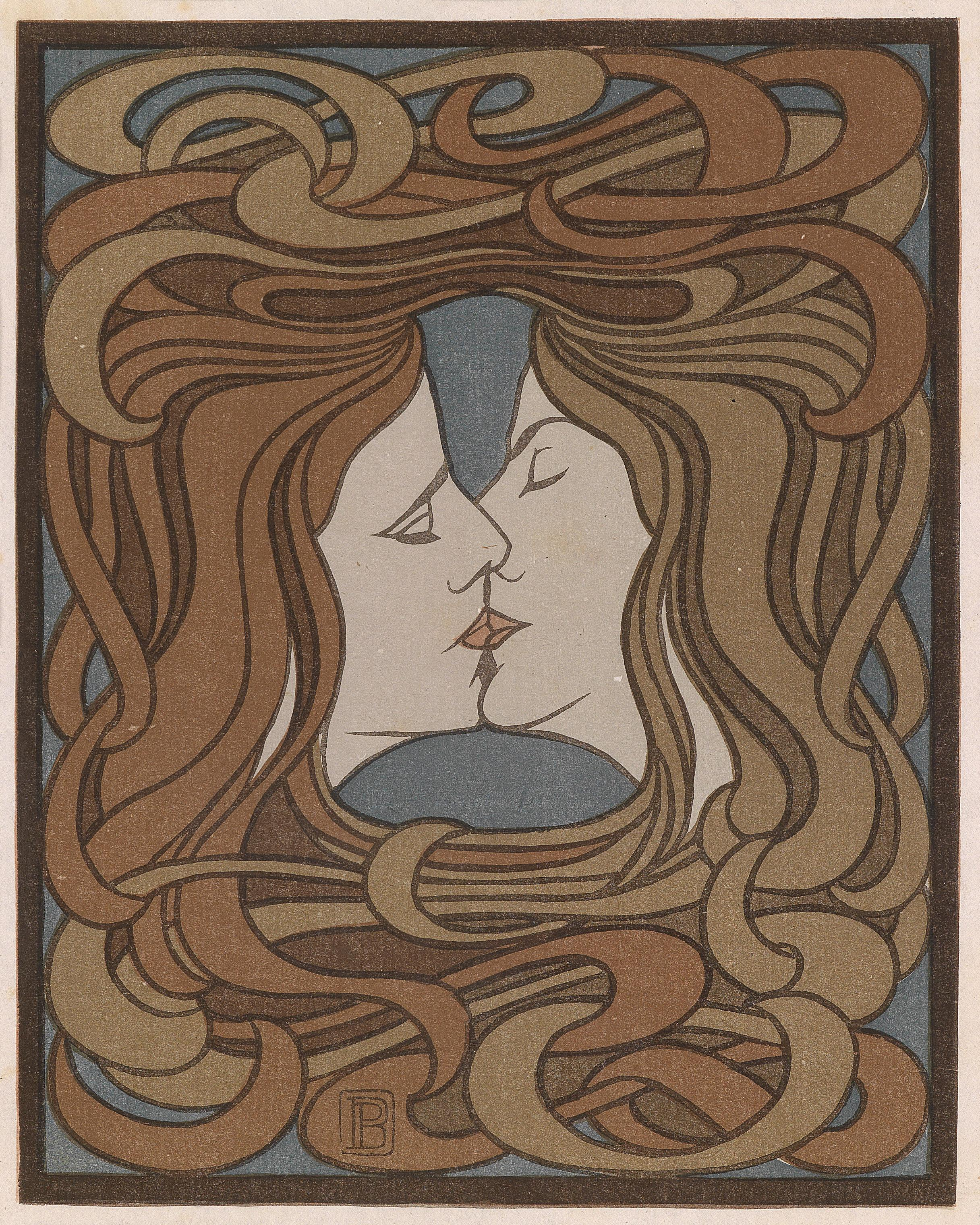
多色刷り木版画「Der Kuss（接吻）」（1898）
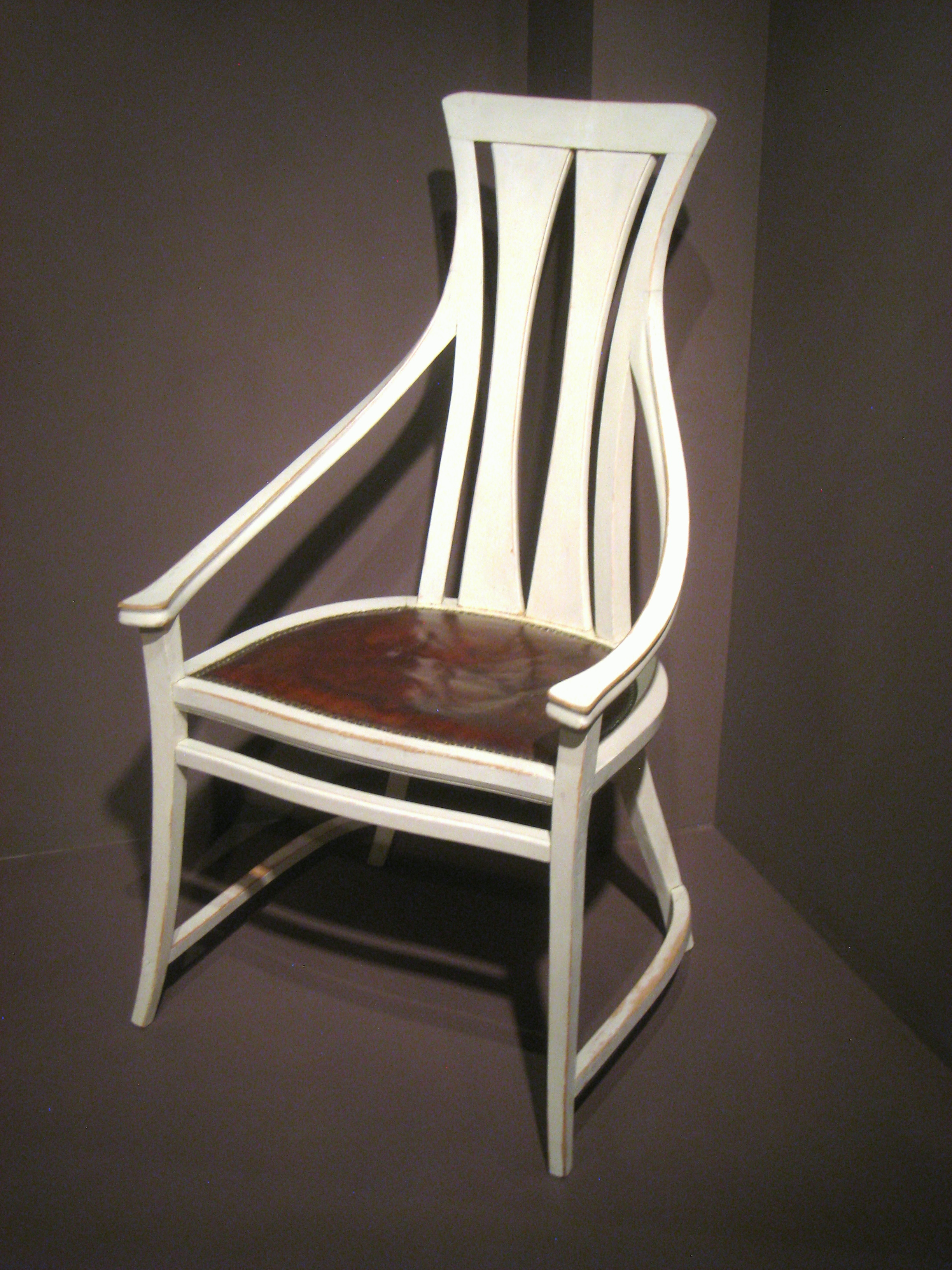
椅子（1900-1901）
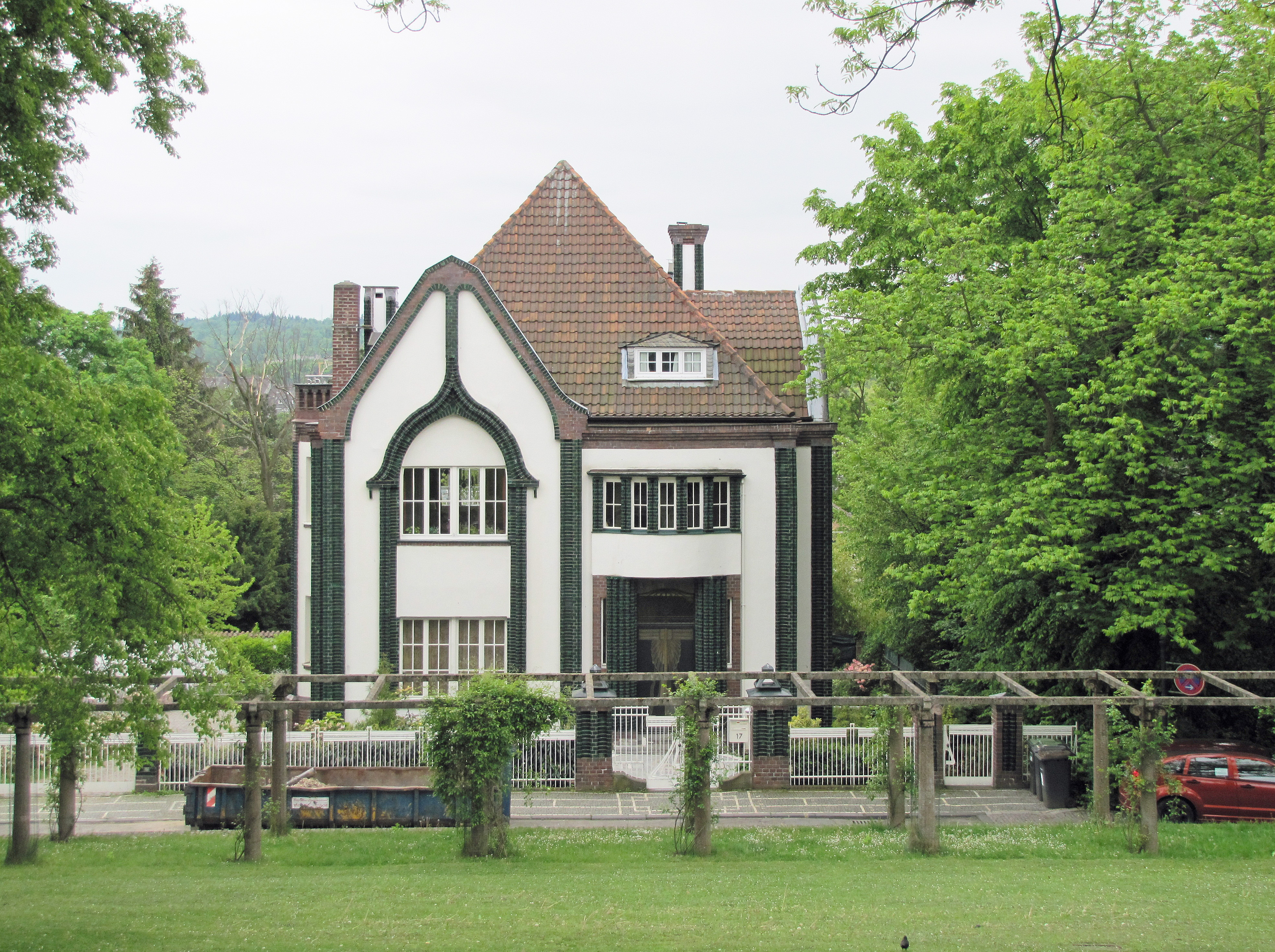
ベーレンス自邸（1901）
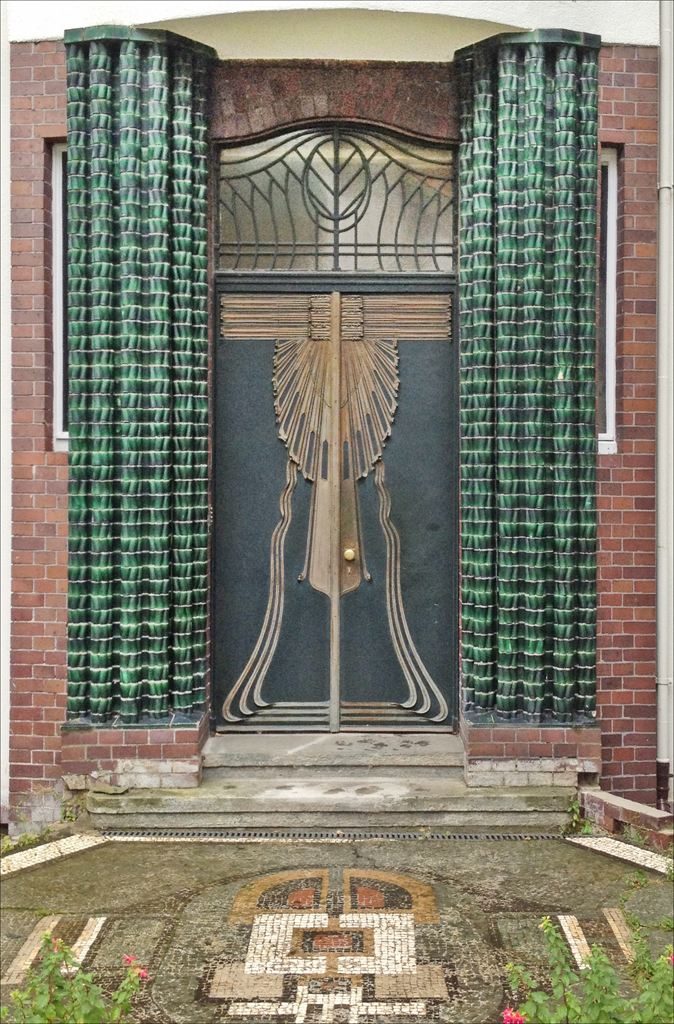
同邸玄関
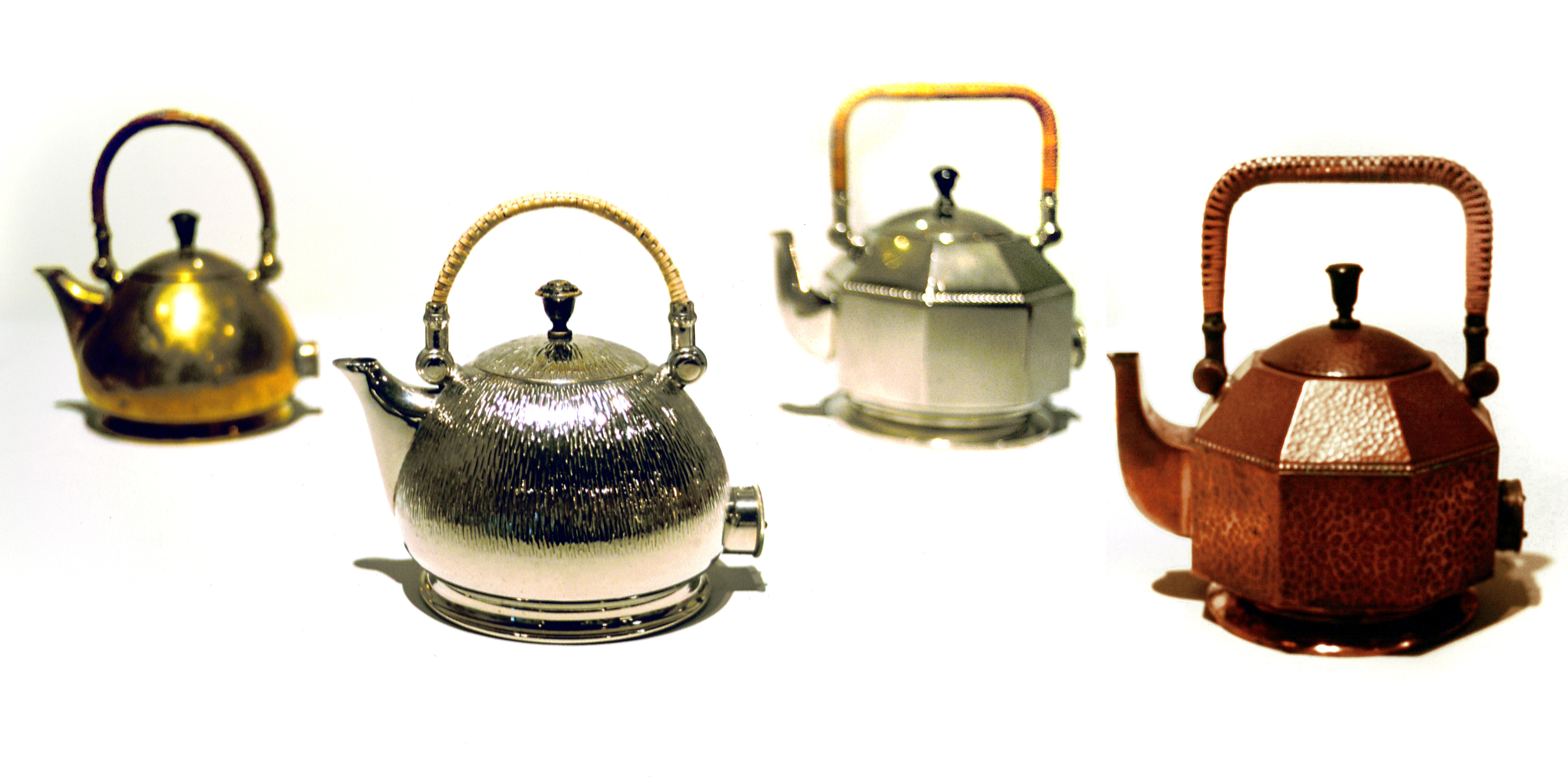
AEG電気ケトル（1909）
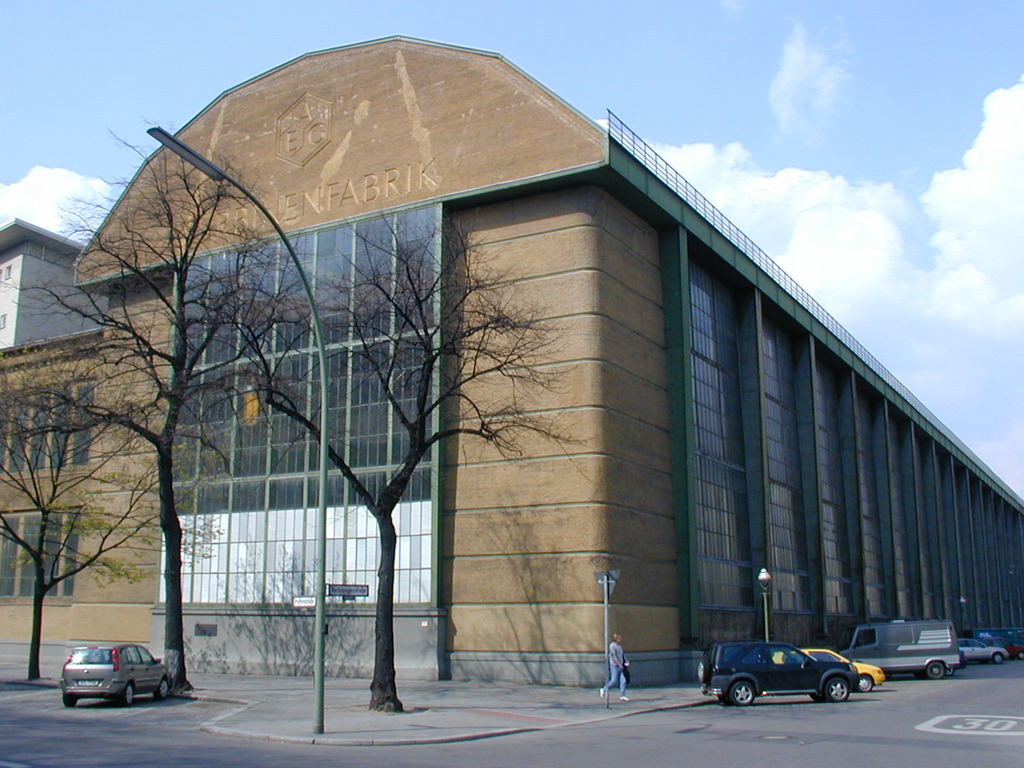
AEGタービン工場（1910）
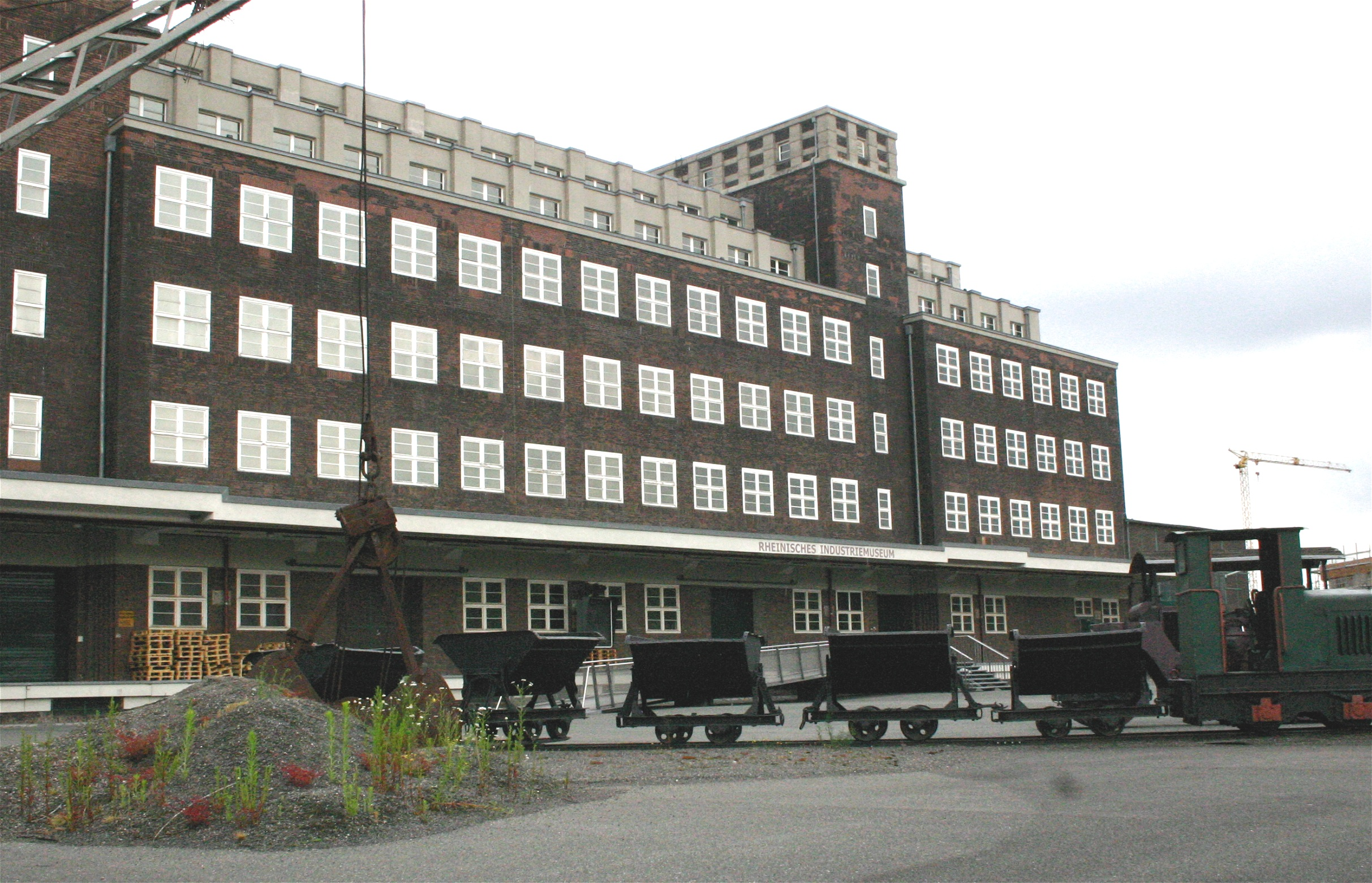
GHH中央倉庫（1925）
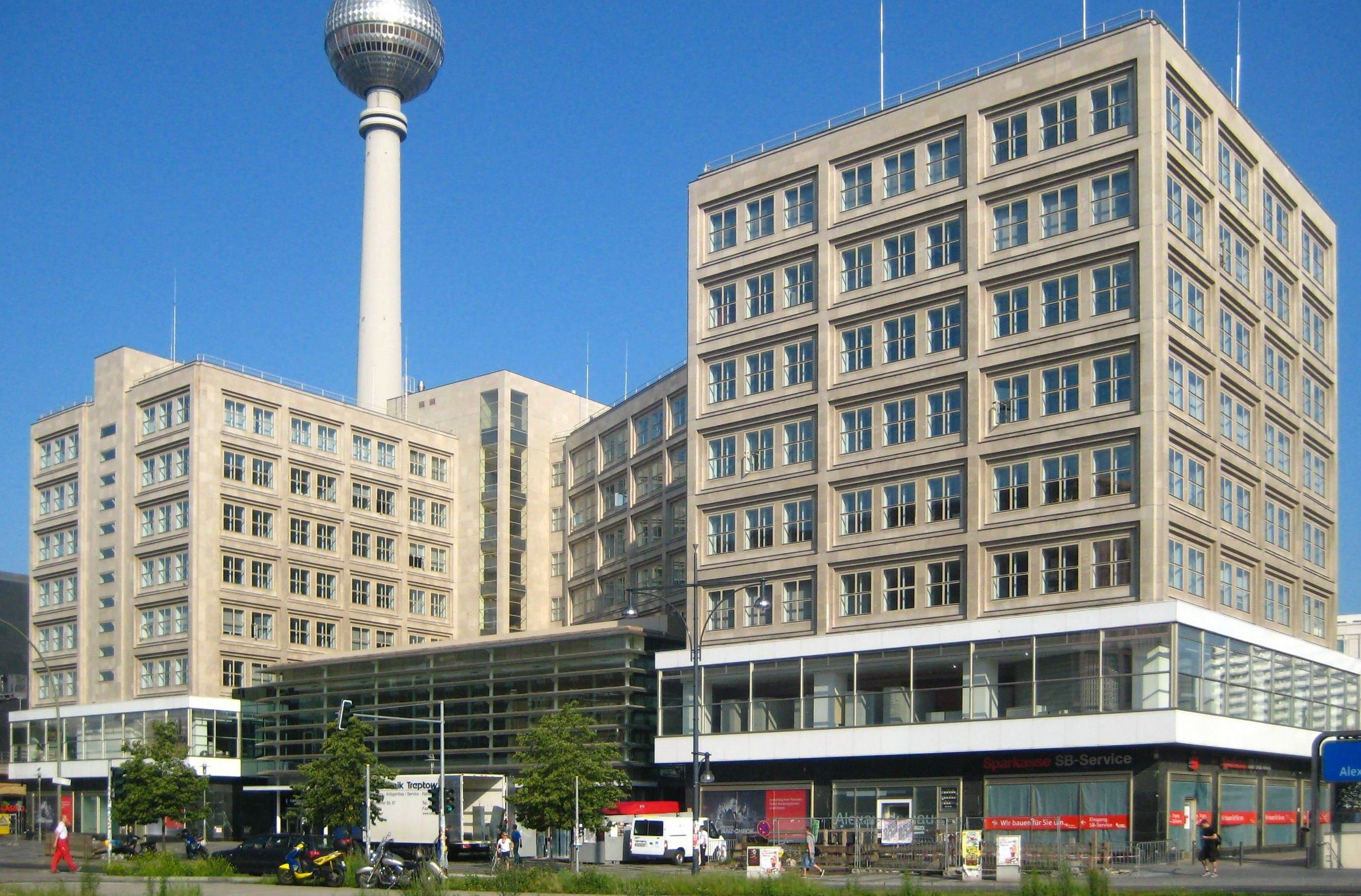
アレクサンダーハウス（1930 - 1932）